# Tina Smith
Tina Flint, coniugata Smith (Albuquerque, 4 marzo 1958), è una politica statunitense, senatrice per lo stato del Minnesota dal 2018 e in precedenza vicegovernatore dello stesso stato dal 2015 al 2018.

## Biografia
Nata ad Albuquerque, la Smith conseguì un Bachelor of Arts in scienze politiche presso l'Università di Stanford e un MBA presso il Dartmouth College; prima di iscriversi al college aveva lavorato per il Trans-Alaska Pipeline System. Negli anni Ottanta si trasferì nel Minnesota per lavorare presso la General Mills e in seguito fondò un proprio studio di marketing e pubbliche relazioni.
Rivestì inoltre la carica di vicepresidente di Planned Parenthood per il Midwest e successivamente, dal 2006 al 2010, prestò servizio come capo di gabinetto del sindaco di Minneapolis R. T. Rybak, dirigendone la campagna elettorale quando questi si candidò alla carica di governatore del Minnesota nel 2010. Quando Rybak non ottenne la nomination del Partito Democratico, la Smith andò a lavorare per la campagna di un altro candidato, Mark Dayton, il quale riuscì a vincere le elezioni e la nominò a capo del suo gabinetto. Quattro anni dopo, la vicegovernatrice Yvonne Prettner Solon rinunciò a candidarsi per un altro mandato, così Dayton (che invece si presentò nuovamente alle elezioni) chiese alla Smith di concorrere sullo stesso ticket come sua vice e i due riuscirono a farsi eleggere.
Durante il suo mandato da vicegovernatore, la Smith ottenne numerosi consensi, tanto da essere nominata tra le 25 donne più influenti della politica e da generare numerose speculazioni su una sua candidatura alla carica di governatore nelle successive elezioni, che tuttavia lei stessa smentì.
Nel dicembre del 2017, quando il senatore Al Franken annunciò le proprie dimissioni per via di uno scandalo sessuale in cui era stato coinvolto, il governatore Dayton fu investito dalle leggi statali del compito di nominare un sostituto provvisorio per occupare il seggio fino a nuove elezioni. La scelta di Dayton ricadde proprio su Tina Smith, che divenne quindi senatrice

.
Nel 2020 si candidò per un mandato completo da senatrice e venne eletta, sconfiggendo l'ex deputato repubblicano Jason Lewis.